# Cryptocephalus falli
Cryptocephalus falli är en skalbaggsart som beskrevs av Schöller 2002. Cryptocephalus falli ingår i släktet Cryptocephalus och familjen bladbaggar. Inga underarter finns listade i Catalogue of Life.